# ヴァリャンツィン・ビャルケヴィチ
ヴャリャンツィン・ビャルケヴィチ（ベラルーシ語: Валянцін Бялькевіч、1973年1月27日 - 2014年8月1日）は、ベラルーシとウクライナの元サッカー選手、サッカー指導者。元ベラルーシ代表。選手時代のポジションはMF。

## クラブ歴
FCディナモ・ミンスクで選手となった。1994年9月、UEFAカップ1994-95の際にアナボリックステロイドの陽性反応が出たため、欧州サッカー連盟から1年間の出場停止処分を受けた。
1996年にFCディナモ・キーウに移籍。UEFAチャンピオンズリーグ 1998-99準決勝進出に大きく貢献した。
2008年にインテル・バクーPFCに移籍、翌年選手を引退した。

## 代表歴
1992年からベラルーシ代表として出場。2005年10月に代表を引退した。

## 監督歴
選手引退後は10年以上を過ごしたディナモ・キエフの下部組織で監督を務めた。

## 私生活
ウクライナ生まれのロシア人歌手であるアンナ・セドコヴァと2004年に結婚し1子をもうけたが、2006年に離婚した。
2008年にウクライナ国籍を取得。

## 死去
2014年8月1日に動脈瘤により死亡した。

## 個人成績
代表での得点一覧
| #  | 日附           | 場所                                           | 対戦相手     | 得点  | 結果 | 大会                                    |
| -- | -------------- | ---------------------------------------------- | ------------ | ----- | ---- | --------------------------------------- |
| 1  | 1994年5月25日  | キエフ・オリンピスキ・スタジアム               | ウクライナ   | 1 – 0 | 1–3  | 親善試合                                |
| 2  | 1996年2月14日  | イズミル・イズミル・アタテュルク・スタドゥユム | トルコ       | 1 – 0 | 2–3  | 親善試合                                |
| 3  | 1996年6月1日   | ストックホルム・ロースンダ・スタディオン       | スウェーデン | 1 – 3 | 1–5  | 1998 FIFAワールドカップ・ヨーロッパ予選 |
| 4  | 1998年10月14日 | カーディフ・ニニアン・パーク                   | ウェールズ   | 2 – 1 | 2–3  | UEFA EURO 2000予選                      |
| 5  | 1999年3月31日  | アンコーナ・スタディオ・デル・コネーロ         | イタリア     | 1 – 0 | 1–1  | UEFA EURO 2000予選                      |
| 6  | 2000年9月22日  | ミンスク・ディナモ・スタジアム                 | ウェールズ   | 2 – 0 | 2–1  | 2002 FIFAワールドカップ・ヨーロッパ予選 |
| 7  | 2001年6月6日   | オスロ・ウレヴォール・スタディオン             | ノルウェー   | 1 – 0 | 1–1  | 2002 FIFAワールドカップ・ヨーロッパ予選 |
| 8  | 2002年5月17日  | モスクワ・ディナモ・スタジアム                 | ロシア       | 1 – 0 | 1–1  | LGカップ                                |
| 9  | 2002年5月19日  | モスクワ・ディナモ・スタジアム                 | ウクライナ   | 1 – 0 | 2–0  | LGカップ                                |
| 10 | 2005年6月4日   | ミンスク・ディナモ・スタジアム                 | スロベニア   | 1 – 1 | 1–1  | 2006 FIFAワールドカップ・ヨーロッパ予選 |

## タイトル

### クラブ
ディナモ・ミンスク
- ベラルーシ・プレミアリーグ: 1992, 1992-93, 1993-94, 1994-95, 1995
- ベラルーシ・カップ: 1992, 1993-94

ディナモ・キエフ
- ウクライナ・プレミアリーグ: 1995-96, 1996-97, 1997-98, 1998-99, 1999-00, 2000-01, 2002-03, 2003-04, 2006-07
- ウクライナ・カップ: 1996, 1998, 1999, 2000, 2003, 2005, 2006, 2007
- ウクライナ・スーパーカップ: 2004, 2006

### 個人
- ベラルーシ年間最優秀サッカー選手賞: 1995
- ウクライナ年間最優秀サッカー選手賞: 2001, 2003